# Peter Grünberg
Peter Grünberg (Pilsen, 18 mei 1939 – Jülich, 7 april 2018) was een Duits natuurkundige. Samen met Albert Fert ontving hij de Nobelprijs voor de Natuurkunde van 2007 voor zijn ontdekking van de giant magnetoresistance (GMR-effect) wat een doorbraak betekende voor de gigabyte harde schijf. In 1998 ontving hij hiervoor de Duitse Toekomstprijs.

## Biografie
Grünberg werd geboren in een katholieke familie in de stad Pilsen in Tsjechië, die in die tijd in Protectoraat Bohemen en Moravië lag. Zijn vader veranderde de familienaam in 1941 van Grinberg naar Grünberg. Net als de rest van de Duits sprekende meerderheid van Pilsen werd de familie Grünberg als Sudeten-Duitsers beschouwd. Zijn vader, een in Rusland geboren ingenieur die sinds 1928 voor Škoda werkte, werd aan het einde van de oorlog door de geallieerden geïnterneerd en overleed in een Tsjechisch kamp. Zijn moeder moest landarbeid verrichten. Grünberg werd na de oorlog met de rest van zijn familie door de Tsjechische regering verbannen. Hij verhuisde uiteindelijk met zijn moeder en zus naar Lauterbach (deelstaat Hessen), waar hij het gymnasium (Realgymnasium) volgde.
Grünberg begon in 1962 zijn studie natuurkunde aan de Johann Wolfgang Goethe-Universiteit Frankfurt. Hij studeerde daarna aan de Technische Universität Darmstadt, waar hij in 1966 zijn diploma in natuurkunde behaalde en in 1969 promoveerde. Van 1969 tot 1972 deed hij postdoctoraal werk aan de Carleton University in Ottawa, Canada. Hij kwam later bij het Institut für Festkörperforschung van het Forschungszentrum Jülich, waar hij hoofdonderzoeker werd op het gebied van dunne film en magnetisme, tot hij in 2004 met pensioen ging.

## Belangrijk werk
In 1986 ontdekte Grünberg de anti-parallelle uitwisselingskoppeling tussen ferromagnetische lagen, gescheiden door dunne antiferromagnetische lagen. In 1988 ontdekt hij het GMR-effect dat tegelijkertijd en onafhankelijk van de groep rond Grünberg ook door Albert Fert van de Universiteit Parijs-Zuid werd ontdekt. Het wordt veel gebruikt in lees- en schrijfkoppen van de moderne harde schijven. Een andere toepassing van het GMR-effect is non-volatiele magnetic random access memory.
Naast de Nobelprijs werd Grünbergs werk beloond met enkele gedeelte prijzen in de APS International Award for New Materials, the International Union of Pure and Applied Physics Magnetism Award, the Hewlett-Packard Europhysics Award, de Wolfprijs voor natuurkunde 2006/2007 en in 2007 de Japanprijs. Hij won in 1998 de Duitse Toekomstprijs voor Technologie en Innovatie en werd bekroond met de titel "Europees uitvinder van het jaar" in 2006.

## Enkele publicaties
- Grünberg, Peter, Y. Suzuki, T. Katayama, K. Takanashi, R. Schreiber, K. Tanaka. 1997. "The magneto-optical effect of Cr(001) wedged ultrathin films grown on Fe(001)". JMMM . 165, 134.
- P. Grünberg, J.A. Wolf, R.Schäfer. 1996. "Long Range Exchange Interactions in Epitaxial Layered Magnetic Structures". Physica B 221, 357.
- M. Schäfer, Q. Leng, R. Schreiber, K. Takanashi, P. Grünberg, W. Zinn. 1995. "Experiments on Interlayer Exchange Coupling" (invited at 5th NEC Symp., Karuizawa, Japan). J. of Mat. Sci. and Eng. . B31, 17.
- A. Fert, P. Grünberg, A. Barthelemy, F. Petroff, W. Zinn (invited at ICM in Warsaw, 1994). 1995. "Layered magnetic structures: interlayer exchange coupling and giant magnetoresistance". JMMM. 140-144, 1.
- P. Grünberg, A. Fuß, Q. Leng, R. Schreiber, J.A. Wolf. 1993. "Interlayer Coupling and its Relation to Growth and Structure". Proc. of NATO workshop on "Magnetism and Structure in Systems of Reduced Dimension", ed. by R.F.C. Farrow et al., NATO ASI Series B: Physics Vol. 309, p. 87, Plenum Press, N.Y. 1993.
- A. Fuß, S. Demokritov, P. Grünberg, W. Zinn. 1992. "Short- and long period oscillations in the exchange coupling of Fe across epitaxially grown Al- and Au-interlayers". JMMM. 103, L211.
- G. Binasch, P. Grünberg, F. Saurenbach, W. Zinn. 1989. "Enhanced magnetoresistance in Fe-Cr layered structures with antiferromagnetic interlayer exchange". Physical Review B39. 4282.
- P. Grünberg, R. Schreiber, Y. Pang, M.B. Brodsky, H. Sowers. 1986. "Layered Magnetic Structures: Evidence for antiferromagnetic coupling of Fe-layers across Cr-interlayers". Physical Review Letters. 57, 2442.